# Philippe Grumbach
Pour les articles homonymes, voir Grumbach.
Philippe Grumbach est un journaliste et espion français, né le 25 juin 1924 à Paris et mort le 13 octobre 2003 dans la même ville. 
Entré à L'Express en 1954, il en deviendra rédacteur en chef en 1956, puis directeur après le départ de Claude Imbert en 1971. Il a aussi travaillé au Crapouillot et a fondé Pariscope, un guide culturel parisien. Il est directeur adjoint de la rédaction du Figaro durant les années 1980. Il a été membre du Haut Conseil de l'audiovisuel et administrateur de l’Institut français de l'éducation. Il a produit des films dont celui de Claude Chabrol Les Fantômes du chapelier.
Il était depuis 1946 un des plus grands espions sous la Cinquième République au profit de l'Union soviétique.

## Biographie

### Jeunesse
Né en 1924 à Paris 16e dans une famille juive, Philippe Grumbach effectue ses études au lycée Janson-de-Sailly (Paris), puis au lycée Périer à Marseille, en zone libre, à la suite de l'invasion allemande en 1940. Sa mère fuit la France pour les États-Unis avec lui et ses frères et sœurs.

### Premiers engagements
Il devient en 1943 speaker-rédacteur à la section française de la Voix de l'Amérique, le service de diffusion internationale par radio et télévision du gouvernement américain à New York. Selon BBC News, il rejoint l'armée américaine presque immédiatement et combat aux côtés de la Résistance française en Algérie en 1943.
Il intègre le ministère de l’Information en tant que rédacteur en 1945.

### Journaliste
Il travaille ensuite à l'Agence France-Presse (1946-48) et Libération (1948-49). 
Il entre à L'Express en 1954 et en devient rédacteur en chef en 1956. Il quitte le magazine en 1963, mais y retourne en 1971 pour exercer le poste de directeur politique après le départ de Claude Imbert. Il y sera successivement rédacteur en chef, directeur délégué de la publication, directeur de la rédaction, directeur, puis vice-président chargé du développement. Il a aussi travaillé au Crapouillot et a fondé Pariscope, un guide culturel parisien. Il est directeur adjoint de la rédaction du Figaro durant les années 1980. 

### Responsable de l'audiovisuel
Il occupe par la suite des fonctions au sein de la commission chargée de veiller à la qualité des programmes de radiodiffusion et de télévision (1975-1981), du Haut Conseil de l'audiovisuel (1977-1981) et de la Commission nationale du droit de réponse (1977-1981). Il effectue aussi des passages en tant qu'administrateur de l'Institut français de l'éducation (1978).

### Producteur de film
Il a produit des films, dont celui de Claude Chabrol Les Fantômes du chapelier.

### Proximités politiques
Philippe Grumbach était l'un des plus proches collaborateurs de Jean-Jacques Servan-Schreiber et de Françoise Giroud, et a vécu avec eux les grands débuts de L'Express.
Il est également proche de Pierre Mendès France, de François Mitterrand, puis et surtout à partir de 1974, durant plusieurs années, du président de la République Valéry Giscard d’Estaing. Le Canard enchaîné le décrit en octobre 1977 comme « l’un des conseillers les plus écoutés » du chef de l'État.

### Vie privée
De deux premiers mariages, il a trois enfants. Il épouse en troisièmes noces, le 11 octobre 1980, Nicole Wisniak, directrice du magazine Égoïste : ils ont ensemble une fille.
Il meurt le 13 octobre 2003 à Paris 15e.

## Espion du KGB
En 2024, il est identifié comme un des principaux agents du KGB en France, travaillant pour les services de renseignement soviétiques de 1946 à 1981, et pourrait être considéré comme l'un des plus grands espions soviétiques de la Cinquième République,. Recruté dès 1946, alors qu'il n'est encore âgé que de 22 ans, Philippe Grumbach est le personnage qui se cache derrière l'alias « Brok » dans les nombreux documents laissés par Vassili Mitrokhine, un ancien officier du KGB. Il est chargé par Moscou « de missions de renseignements, d'informations et d'actions, lesquelles passent notamment par des tentatives de déstabilisation politique plutôt que d'instrumentalisation de la presse ».
Le 23 octobre 1959 a lieu l'attentat de l'Observatoire sur François Mitterrand. René-William Thorp, le bâtonnier de Paris, convoque Philippe Grumbach dans ses bureaux. Celui-ci y découvre le futur président de la République. L'attaque présumée dont il a été victime la semaine précédente est en passe de casser sa crédibilité politique. Philippe Grumbach permet à Mitterrand d'organiser sa contre-offensive médiatique. Le 29 octobre 1959 L'Express publie la défense de François Mitterrand sur trois pages, avec le titre : « ce que j'ai à dire ». Grumbach était agent sous couverture du KGB à l'époque, de ce fait ce service rendu aurait pu être exploité. 
Lors de l'élection présidentielle de 1974 Philippe Grumbach reçoit la mission du KGB de faire perdre Valéry Giscard d'Estaing au profit d'un François Mitterrand alors allié des communistes,. 
Il aurait perçu plusieurs centaines de milliers de francs contre des informations concernant François Mitterrand ou encore Jacques Chirac. Plus précisément, les archives mentionnent, entre 1976 et 1978, le versement de 399 000 francs, « l’équivalent de 252 000 euros de 2022 en tenant compte de l’inflation selon les coefficients de l’Insee ». Vassili Mitrokhine lui-même a émis l'hypothèse que même si c'était probablement l'idéologie qui avait initialement attiré Grumbach au KGB, après seulement quelques années les raisons pour lesquelles il est resté dans une fonction et un rôle d’espion avaient moins à voir avec la volonté de faire avancer la cause du communisme en Europe, qu'avec son désir de gagner assez d’argent pour acheter un appartement à Paris.
En 2000, il parvient à repousser la tentative du journaliste Thierry Wolton d'en savoir plus sur ses activités d'espion. Grumbach a d'abord semblé admettre indirectement son passé avant de reculer, menaçant de poursuivre Thierry Wolton en justice s'il poursuivait l'écriture du livre de révélations qu'il envisageait.

### Émission de radio
- Stéphanie Duncan, « Philippe Grumbach, patron de l'Express et agent du KGB » [audio], sur Espions, une histoire vraie, France Inter, Radio France, 28 mai 2024